# Baseball-Europameisterschaft 2010
Die Baseball-Europameisterschaft 2010 war die 31. Baseball-Europameisterschaft. Die Endrunde fand vom 23. Juli bis 1. August 2010 in Stuttgart, Heidenheim an der Brenz und Neuenburg am Rhein statt. Als Titelverteidiger traten die Niederlande zur Europameisterschaft an.
Die vier bestplatzierten Mannschaften der Baseball-Europameisterschaft 2010 qualifizierten sich direkt für die Baseball-Weltmeisterschaft 2011.

## Austragungsorte
Mit der Baseball-Europameisterschaft 2010 fand zum 4. Mal nach 1957, 1969 und 2001 eine Baseball-Europameisterschaft in Deutschland statt. Nachdem die letzte in Deutschland ausgetragene Europameisterschaft mit den Austragungsorten Bonn, Köln und Solingen im westlichen Teil Deutschlands stattfand, wurde die Europameisterschaft 2010 nach Süddeutschland mit den ursprünglichen Austragungsorten Stuttgart, Heidenheim und Tübingen vergeben. Später wurde Tübingen durch Neuenburg ersetzt.
Spielstätten während der Endrunde waren der „Reds Ballpark am Schnarrenberg“ der Stuttgart Reds, der „New Heideköpfe Ballpark“ des amtierenden deutschen Meisters Heidenheim Heideköpfe sowie der „Atomics Baseball-Park“ der Neuenburg Atomics.
Das temporär aufgestockte Stadion in Stuttgart war Hauptspielort, wo während der Vorrunde täglich drei Spiele, während der Hauptrunde täglich zwei Spiele ausgetragen wurden. In Heidenheim an der Brenz wurden während der Vorrunde täglich zwei Spiele, während der Hauptrunde täglich ein Spiel ausgetragen. In Neuenburg am Rhein fand während der Vorrunde täglich ein Spiel statt.

## Teilnehmer
Zwölf Mannschaften haben sich für die 30. Baseball-Europameisterschaft qualifiziert. Die besten sieben Mannschaften der Europameisterschaft 2007 waren automatisch qualifiziert, darunter auch die deutsche Baseballnationalmannschaft, die 2007 den vierten Rang erreichte. 2008 fanden fünf Qualifikationsturniere statt, deren Sieger das Ticket zur EM lösten: Belgien, Kroatien, die Tschechische Republik, Griechenland und die Ukraine. Dabei belegte Österreich den zweiten und die Schweiz den dritten Platz in Gruppe 5 hinter Belgien.

## Vorrunde

### Gruppe A
| Pl. |             | S | N | R+ | R- | Pzt.  |
| 1.  | Niederlande | 5 | 0 | 42 | 03 | 1.000 |
| 2.  | Deutschland | 4 | 1 | 34 | 18 | 0.800 |
| 3.  | Frankreich  | 3 | 2 | 33 | 25 | 0.600 |
| 4.  | Tschechien  | 2 | 3 | 25 | 21 | 0.400 |
| 5.  | Belgien     | 1 | 4 | 16 | 36 | 0.200 |
| 6.  | Ukraine     | 0 | 5 | 05 | 52 | 0.000 |

| Datum         | Zeit  | Begegnung   | Begegnung | Begegnung   | Ergebnis | Spielort   |
| ------------- | ----- | ----------- | --------- | ----------- | -------- | ---------- |
| 27. Juli 2010 | 10.30 | Frankreich  | -         | Belgien     | 8:2      | Stuttgart  |
| 26. Juli 2010 | 10.30 | Tschechien  | -         | Niederlande | 1:7      | Heidenheim |
| 23. Juli 2010 | 19.00 | Ukraine     | -         | Deutschland | 0:10     | Stuttgart  |
| 24. Juli 2010 | 13.00 | Belgien     | -         | Ukraine     | 9:0      | Heidenheim |
| 24. Juli 2010 | 16.00 | Niederlande | -         | Frankreich  | 10:0     | Neuenburg  |
| 24. Juli 2010 | 19.00 | Deutschland | -         | Tschechien  | 6:2      | Stuttgart  |
| 25. Juli 2010 | 18.00 | Niederlande | -         | Ukraine     | 12:2     | Heidenheim |
| 25. Juli 2010 | 14.30 | Deutschland | -         | Belgien     | 8:4      | Stuttgart  |
| 25. Juli 2010 | 15.00 | Frankreich  | -         | Tschechien  | 6:1      | Neuenburg  |
| 26. Juli 2010 | 14.30 | Tschechien  | -         | Belgien     | 10:1     | Heidenheim |
| 26. Juli 2010 | 17.00 | Frankreich  | -         | Ukraine     | 10:2     | Neuenburg  |
| 28. Juli 2010 | 17.30 | Niederlande | -         | Deutschland | 3:0      | Heidenheim |
| 27. Juli 2010 | 13.00 | Ukraine     | -         | Tschechien  | 1:11     | Heidenheim |
| 27. Juli 2010 | 14.30 | Belgien     | -         | Niederlande | 0:10     | Stuttgart  |
| 27. Juli 2010 | 19.00 | Deutschland | -         | Frankreich  | 10:9     | Stuttgart  |

### Gruppe B
| Pl. |                | S | N | R+ | R- | Pzt.  |
| 1.  | Italien        | 4 | 1 | 49 | 08 | 0.800 |
| 2.  | Schweden       | 3 | 2 | 34 | 33 | 0.600 |
| 3.  | Griechenland   | 3 | 2 | 31 | 47 | 0.600 |
| 4.  | Großbritannien | 2 | 3 | 21 | 22 | 0.400 |
| 5.  | Spanien        | 2 | 3 | 34 | 39 | 0.400 |
| 6.  | Kroatien       | 1 | 4 | 23 | 43 | 0.200 |

| Datum         | Zeit  | Begegnung      | Begegnung | Begegnung      | Ergebnis | Spielort   |
| ------------- | ----- | -------------- | --------- | -------------- | -------- | ---------- |
| 23. Juli 2010 | 10.30 | Kroatien       | -         | Großbritannien | 1:10     | Stuttgart  |
| 23. Juli 2010 | 13.00 | Schweden       | -         | Griechenland   | 9:12     | Heidenheim |
| 23. Juli 2010 | 14.30 | Italien        | -         | Spanien        | 9:1      | Stuttgart  |
| 24. Juli 2010 | 10.30 | Spanien        | -         | Kroatien       | 7:6      | Stuttgart  |
| 24. Juli 2010 | 14.30 | Großbritannien | -         | Schweden       | 1:4      | Stuttgart  |
| 24. Juli 2010 | 18.00 | Griechenland   | -         | Italien        | 1:13     | Heidenheim |
| 25. Juli 2010 | 10.30 | Großbritannien | -         | Italien        | 2:12     | Stuttgart  |
| 25. Juli 2010 | 13.00 | Schweden       | -         | Kroatien       | 12:2     | Heidenheim |
| 25. Juli 2010 | 19.00 | Spanien        | -         | Griechenland   | 9:13     | Stuttgart  |
| 26. Juli 2010 | 10.30 | Großbritannien | -         | Spanien        | 5:1      | Heidenheim |
| 28. Juli 2010 | 10:30 | Kroatien       | -         | Griechenland   | 13:1     | Stuttgart  |
| 28. Juli 2010 | 14:30 | Schweden       | -         | Italien        | 3:2      | Stuttgart  |
| 27. Juli 2010 | 10.30 | Spanien        | -         | Schweden       | 16:6     | Stuttgart  |
| 27. Juli 2010 | 17.00 | Griechenland   | -         | Großbritannien | 4:3      | Neuenburg  |
| 27. Juli 2010 | 18.00 | Italien        | -         | Kroatien       | 13:1     | Heidenheim |

## Runde 2

### Spiel um Platz 11
| Datum         | Zeit  | Begegnung | Begegnung | Begegnung | Ergebnis              |
| ------------- | ----- | --------- | --------- | --------- | --------------------- |
| 28. Juli 2010 | 19.00 | Ukraine   | -         | Kroatien  | abgesagt, 2× Platz 11 |

### Spiel um Platz 9
| Datum         | Zeit  | Begegnung | Begegnung | Begegnung | Ergebnis             |
| ------------- | ----- | --------- | --------- | --------- | -------------------- |
| 30. Juli 2010 | 10.30 | Belgien   | -         | Spanien   | abgesagt, 2× Platz 9 |

### Spiel um Platz 7
| Datum         | Zeit  | Begegnung  | Begegnung | Begegnung      | Ergebnis |
| ------------- | ----- | ---------- | --------- | -------------- | -------- |
| 30. Juli 2010 | 10.30 | Tschechien | -         | Großbritannien | 8:4      |

Damit ist  Tschechien direkt für die nächste Europameisterschaft qualifiziert,  Großbritannien muss in die Qualifikation.

### Hauptrunde
| Pl. |              | S | N | R+ | R- | Pzt.  |
| 1.  | Italien      | 4 | 1 |    |    | 0.800 |
| 2.  | Niederlande  | 4 | 1 |    |    | 0.800 |
| 3.  | Deutschland  | 3 | 2 |    |    | 0.600 |
| 4.  | Griechenland | 2 | 3 |    |    | 0.400 |
| 5.  | Schweden     | 2 | 3 |    |    | 0.400 |
| 6.  | Frankreich   | 0 | 5 |    |    | 0.000 |

| Datum         | Zeit  | Begegnung    | Begegnung | Begegnung    | Ergebnis |
| ------------- | ----- | ------------ | --------- | ------------ | -------- |
| 29. Juli 2010 | 19.00 | Deutschland  | -         | Griechenland | 17:8     |
| 30. Juli 2010 | 10.30 | Schweden     | -         | Frankreich   | 3:2      |
| 30. Juli 2010 | 14.30 | Italien      | -         | Frankreich   | 9:2      |
| 30. Juli 2010 | 14.30 | Griechenland | -         | Niederlande  | 0:10     |
| 30. Juli 2010 | 18.00 | Niederlande  | -         | Schweden     | 15:0     |
| 30. Juli 2010 | 19.00 | Italien      | -         | Deutschland  | 8:6      |
| 31. Juli 2010 | 17.00 | Deutschland  | -         | Schweden     | 8:0      |
| 31. Juli 2010 | 17.00 | Frankreich   | -         | Griechenland | 5:14     |
| 31. Juli 2010 | 12.00 | Niederlande  | -         | Italien      | 3:11     |

### Finale
| Datum          | Zeit      | Begegnung | Begegnung | Begegnung   | Ergebnis |
| -------------- | --------- | --------- | --------- | ----------- | -------- |
| 1. August 2010 | 14:00 Uhr | Italien   | -         | Niederlande | 8:4      |

### Endplatzierung
| Platzierung | Mannschaft           |
| ----------- | -------------------- |
| Gold        | Italien              |
| Silber      | Niederlande          |
| Bronze      | Deutschland          |
| 4. Platz    | Griechenland         |
| 5. Platz    | Schweden             |
| 6. Platz    | Frankreich           |
| 7. Platz    | Tschechien           |
| 8. Platz    | Großbritannien       |
| 9. Platz    | Belgien und Spanien  |
| 11. Platz   | Ukraine und Kroatien |